# 森川六右衛門
11代 森川 六右衛門（もりかわ ろくうえもん、1854年10月12日（安政元年8月21日）- 1905年（明治38年）10月15日）は、明治期の実業家、政治家。衆議院議員。幼名・卯之助、六太郎。号・顕堂。

## 経歴
伊賀国阿拝郡上野福居町（三重県阿拝郡上野町福居町、阿山郡上野町、上野市を経て現伊賀市）で、商業、10代・森川六右衛門（顕斎）、欽子の息子として生まれる。熊田二爻に学び、さらに猪飼箕山（猪飼敬所の子）、富士林東峡、速水謙堂、山中房之助などにつき和漢学を修めた。津藩武術指南役・太田小源太、橋本佐源太らにつき剣術砲術を修めた。
1869年（明治2年）津藩から米問屋役を命じられた。1873年（明治6年）私塾を開いて漢学、数学を伝授した。1875年（明治8年）家督を相続し六右衛門を襲名した。同年、養蚕引立会社、製糸会社を組織し、桑園の拡大を図り、製紙機械・機織機の導入を行い、養蚕・製糸業の振興に尽力した。1879年（明治12年）福居町会議員、連合町村会議員に就任。1880年（明治13年）阿拝郡会議員となり同議長に就任。また三重県会議員（1880年-1898年）にも選出され、同常置委員、同副議長も務めた。
また、大和街道の改修、伊賀街道の改良、上野中学校（現三重県立上野高等学校）の開設など、公共事業に私財を投じてその推進に尽力した。
1898年（明治31年）8月、第6回衆議院議員総選挙（三重県第6区、憲政本党）で当選し、その後、三四倶楽部に所属して衆議院議員に1期在任した。
実業界では、上野銀行取締役、東海製糸取締役、上野米穀取引所理事長、伊賀商業銀行頭取などを務めた。

## 国政選挙歴
- 第3回衆議院議員総選挙（三重県第1区、1894年3月、立憲改進党）次点落選[7]
- 第4回衆議院議員総選挙（三重県第1区、1894年9月、無所属）落選[8]
- 第5回衆議院議員総選挙（三重県第6区、1898年3月、進歩党）次点落選[6]
- 第6回衆議院議員総選挙（三重県第6区、1898年8月、憲政本党）当選[6]
- 第7回衆議院議員総選挙（三重県郡部、1902年8月、無所属）落選[9]